# Банного тема
Те́ма Ба́нного — тема в шаховій композиції ортодоксального жанру. Суть теми — вступні ходи в хибній грі спростовуються ходами чорних, які в рішенні утворюють варіанти: на ходи-спростування хибної гри проходять з чергуванням матуючі ходи білих, що були в хибній грі вступними ходами.

## Історія
Цю ідею запропонував у 1968 році шаховий композитор з Москви Дмитро Банний (18.10.1932 — 10.08.1997).
В хибній грі на кожен тематичний вступний хід є різне спростування чорних, а в рішенні на ці спростування проходять матуючі ходи, які були вступними в хибній грі, причому ці ходи чергуються, як показано нижче в алгоритмі вираження теми. Пройшла переміна функцій ходів білих фігур: вступний хід — матуючий хід.
Ідея дістала назву — тема Банного. Тема має ще ряд форм вираження, зокрема — циклічна, зворотна, повна, ускладнена.
Алгоритм вираження базової форми:
1. A? a!
1. B? b!
1. !(?) ~
1. ... a 2. B #
1. ... b 2. A #
|   | a | b | c | d | e | f | g | h |   |
| 8 | b8 білий слон · d7 білий слон · f7 чорний пішак · a6 чорний ферзь · d5 чорний пішак · f5 білий пішак · d4 чорний пішак · f4 білий пішак · g4 чорний король · a3 чорний пішак · h3 біла тура · c2 білий ферзь · e2 білий пішак · h2 білий король | b8 білий слон · d7 білий слон · f7 чорний пішак · a6 чорний ферзь · d5 чорний пішак · f5 білий пішак · d4 чорний пішак · f4 білий пішак · g4 чорний король · a3 чорний пішак · h3 біла тура · c2 білий ферзь · e2 білий пішак · h2 білий король | b8 білий слон · d7 білий слон · f7 чорний пішак · a6 чорний ферзь · d5 чорний пішак · f5 білий пішак · d4 чорний пішак · f4 білий пішак · g4 чорний король · a3 чорний пішак · h3 біла тура · c2 білий ферзь · e2 білий пішак · h2 білий король | b8 білий слон · d7 білий слон · f7 чорний пішак · a6 чорний ферзь · d5 чорний пішак · f5 білий пішак · d4 чорний пішак · f4 білий пішак · g4 чорний король · a3 чорний пішак · h3 біла тура · c2 білий ферзь · e2 білий пішак · h2 білий король | b8 білий слон · d7 білий слон · f7 чорний пішак · a6 чорний ферзь · d5 чорний пішак · f5 білий пішак · d4 чорний пішак · f4 білий пішак · g4 чорний король · a3 чорний пішак · h3 біла тура · c2 білий ферзь · e2 білий пішак · h2 білий король | b8 білий слон · d7 білий слон · f7 чорний пішак · a6 чорний ферзь · d5 чорний пішак · f5 білий пішак · d4 чорний пішак · f4 білий пішак · g4 чорний король · a3 чорний пішак · h3 біла тура · c2 білий ферзь · e2 білий пішак · h2 білий король | b8 білий слон · d7 білий слон · f7 чорний пішак · a6 чорний ферзь · d5 чорний пішак · f5 білий пішак · d4 чорний пішак · f4 білий пішак · g4 чорний король · a3 чорний пішак · h3 біла тура · c2 білий ферзь · e2 білий пішак · h2 білий король | b8 білий слон · d7 білий слон · f7 чорний пішак · a6 чорний ферзь · d5 чорний пішак · f5 білий пішак · d4 чорний пішак · f4 білий пішак · g4 чорний король · a3 чорний пішак · h3 біла тура · c2 білий ферзь · e2 білий пішак · h2 білий король | 8 |
| 7 | b8 білий слон · d7 білий слон · f7 чорний пішак · a6 чорний ферзь · d5 чорний пішак · f5 білий пішак · d4 чорний пішак · f4 білий пішак · g4 чорний король · a3 чорний пішак · h3 біла тура · c2 білий ферзь · e2 білий пішак · h2 білий король | b8 білий слон · d7 білий слон · f7 чорний пішак · a6 чорний ферзь · d5 чорний пішак · f5 білий пішак · d4 чорний пішак · f4 білий пішак · g4 чорний король · a3 чорний пішак · h3 біла тура · c2 білий ферзь · e2 білий пішак · h2 білий король | b8 білий слон · d7 білий слон · f7 чорний пішак · a6 чорний ферзь · d5 чорний пішак · f5 білий пішак · d4 чорний пішак · f4 білий пішак · g4 чорний король · a3 чорний пішак · h3 біла тура · c2 білий ферзь · e2 білий пішак · h2 білий король | b8 білий слон · d7 білий слон · f7 чорний пішак · a6 чорний ферзь · d5 чорний пішак · f5 білий пішак · d4 чорний пішак · f4 білий пішак · g4 чорний король · a3 чорний пішак · h3 біла тура · c2 білий ферзь · e2 білий пішак · h2 білий король | b8 білий слон · d7 білий слон · f7 чорний пішак · a6 чорний ферзь · d5 чорний пішак · f5 білий пішак · d4 чорний пішак · f4 білий пішак · g4 чорний король · a3 чорний пішак · h3 біла тура · c2 білий ферзь · e2 білий пішак · h2 білий король | b8 білий слон · d7 білий слон · f7 чорний пішак · a6 чорний ферзь · d5 чорний пішак · f5 білий пішак · d4 чорний пішак · f4 білий пішак · g4 чорний король · a3 чорний пішак · h3 біла тура · c2 білий ферзь · e2 білий пішак · h2 білий король | b8 білий слон · d7 білий слон · f7 чорний пішак · a6 чорний ферзь · d5 чорний пішак · f5 білий пішак · d4 чорний пішак · f4 білий пішак · g4 чорний король · a3 чорний пішак · h3 біла тура · c2 білий ферзь · e2 білий пішак · h2 білий король | b8 білий слон · d7 білий слон · f7 чорний пішак · a6 чорний ферзь · d5 чорний пішак · f5 білий пішак · d4 чорний пішак · f4 білий пішак · g4 чорний король · a3 чорний пішак · h3 біла тура · c2 білий ферзь · e2 білий пішак · h2 білий король | 7 |
| 6 | b8 білий слон · d7 білий слон · f7 чорний пішак · a6 чорний ферзь · d5 чорний пішак · f5 білий пішак · d4 чорний пішак · f4 білий пішак · g4 чорний король · a3 чорний пішак · h3 біла тура · c2 білий ферзь · e2 білий пішак · h2 білий король | b8 білий слон · d7 білий слон · f7 чорний пішак · a6 чорний ферзь · d5 чорний пішак · f5 білий пішак · d4 чорний пішак · f4 білий пішак · g4 чорний король · a3 чорний пішак · h3 біла тура · c2 білий ферзь · e2 білий пішак · h2 білий король | b8 білий слон · d7 білий слон · f7 чорний пішак · a6 чорний ферзь · d5 чорний пішак · f5 білий пішак · d4 чорний пішак · f4 білий пішак · g4 чорний король · a3 чорний пішак · h3 біла тура · c2 білий ферзь · e2 білий пішак · h2 білий король | b8 білий слон · d7 білий слон · f7 чорний пішак · a6 чорний ферзь · d5 чорний пішак · f5 білий пішак · d4 чорний пішак · f4 білий пішак · g4 чорний король · a3 чорний пішак · h3 біла тура · c2 білий ферзь · e2 білий пішак · h2 білий король | b8 білий слон · d7 білий слон · f7 чорний пішак · a6 чорний ферзь · d5 чорний пішак · f5 білий пішак · d4 чорний пішак · f4 білий пішак · g4 чорний король · a3 чорний пішак · h3 біла тура · c2 білий ферзь · e2 білий пішак · h2 білий король | b8 білий слон · d7 білий слон · f7 чорний пішак · a6 чорний ферзь · d5 чорний пішак · f5 білий пішак · d4 чорний пішак · f4 білий пішак · g4 чорний король · a3 чорний пішак · h3 біла тура · c2 білий ферзь · e2 білий пішак · h2 білий король | b8 білий слон · d7 білий слон · f7 чорний пішак · a6 чорний ферзь · d5 чорний пішак · f5 білий пішак · d4 чорний пішак · f4 білий пішак · g4 чорний король · a3 чорний пішак · h3 біла тура · c2 білий ферзь · e2 білий пішак · h2 білий король | b8 білий слон · d7 білий слон · f7 чорний пішак · a6 чорний ферзь · d5 чорний пішак · f5 білий пішак · d4 чорний пішак · f4 білий пішак · g4 чорний король · a3 чорний пішак · h3 біла тура · c2 білий ферзь · e2 білий пішак · h2 білий король | 6 |
| 5 | b8 білий слон · d7 білий слон · f7 чорний пішак · a6 чорний ферзь · d5 чорний пішак · f5 білий пішак · d4 чорний пішак · f4 білий пішак · g4 чорний король · a3 чорний пішак · h3 біла тура · c2 білий ферзь · e2 білий пішак · h2 білий король | b8 білий слон · d7 білий слон · f7 чорний пішак · a6 чорний ферзь · d5 чорний пішак · f5 білий пішак · d4 чорний пішак · f4 білий пішак · g4 чорний король · a3 чорний пішак · h3 біла тура · c2 білий ферзь · e2 білий пішак · h2 білий король | b8 білий слон · d7 білий слон · f7 чорний пішак · a6 чорний ферзь · d5 чорний пішак · f5 білий пішак · d4 чорний пішак · f4 білий пішак · g4 чорний король · a3 чорний пішак · h3 біла тура · c2 білий ферзь · e2 білий пішак · h2 білий король | b8 білий слон · d7 білий слон · f7 чорний пішак · a6 чорний ферзь · d5 чорний пішак · f5 білий пішак · d4 чорний пішак · f4 білий пішак · g4 чорний король · a3 чорний пішак · h3 біла тура · c2 білий ферзь · e2 білий пішак · h2 білий король | b8 білий слон · d7 білий слон · f7 чорний пішак · a6 чорний ферзь · d5 чорний пішак · f5 білий пішак · d4 чорний пішак · f4 білий пішак · g4 чорний король · a3 чорний пішак · h3 біла тура · c2 білий ферзь · e2 білий пішак · h2 білий король | b8 білий слон · d7 білий слон · f7 чорний пішак · a6 чорний ферзь · d5 чорний пішак · f5 білий пішак · d4 чорний пішак · f4 білий пішак · g4 чорний король · a3 чорний пішак · h3 біла тура · c2 білий ферзь · e2 білий пішак · h2 білий король | b8 білий слон · d7 білий слон · f7 чорний пішак · a6 чорний ферзь · d5 чорний пішак · f5 білий пішак · d4 чорний пішак · f4 білий пішак · g4 чорний король · a3 чорний пішак · h3 біла тура · c2 білий ферзь · e2 білий пішак · h2 білий король | b8 білий слон · d7 білий слон · f7 чорний пішак · a6 чорний ферзь · d5 чорний пішак · f5 білий пішак · d4 чорний пішак · f4 білий пішак · g4 чорний король · a3 чорний пішак · h3 біла тура · c2 білий ферзь · e2 білий пішак · h2 білий король | 5 |
| 4 | b8 білий слон · d7 білий слон · f7 чорний пішак · a6 чорний ферзь · d5 чорний пішак · f5 білий пішак · d4 чорний пішак · f4 білий пішак · g4 чорний король · a3 чорний пішак · h3 біла тура · c2 білий ферзь · e2 білий пішак · h2 білий король | b8 білий слон · d7 білий слон · f7 чорний пішак · a6 чорний ферзь · d5 чорний пішак · f5 білий пішак · d4 чорний пішак · f4 білий пішак · g4 чорний король · a3 чорний пішак · h3 біла тура · c2 білий ферзь · e2 білий пішак · h2 білий король | b8 білий слон · d7 білий слон · f7 чорний пішак · a6 чорний ферзь · d5 чорний пішак · f5 білий пішак · d4 чорний пішак · f4 білий пішак · g4 чорний король · a3 чорний пішак · h3 біла тура · c2 білий ферзь · e2 білий пішак · h2 білий король | b8 білий слон · d7 білий слон · f7 чорний пішак · a6 чорний ферзь · d5 чорний пішак · f5 білий пішак · d4 чорний пішак · f4 білий пішак · g4 чорний король · a3 чорний пішак · h3 біла тура · c2 білий ферзь · e2 білий пішак · h2 білий король | b8 білий слон · d7 білий слон · f7 чорний пішак · a6 чорний ферзь · d5 чорний пішак · f5 білий пішак · d4 чорний пішак · f4 білий пішак · g4 чорний король · a3 чорний пішак · h3 біла тура · c2 білий ферзь · e2 білий пішак · h2 білий король | b8 білий слон · d7 білий слон · f7 чорний пішак · a6 чорний ферзь · d5 чорний пішак · f5 білий пішак · d4 чорний пішак · f4 білий пішак · g4 чорний король · a3 чорний пішак · h3 біла тура · c2 білий ферзь · e2 білий пішак · h2 білий король | b8 білий слон · d7 білий слон · f7 чорний пішак · a6 чорний ферзь · d5 чорний пішак · f5 білий пішак · d4 чорний пішак · f4 білий пішак · g4 чорний король · a3 чорний пішак · h3 біла тура · c2 білий ферзь · e2 білий пішак · h2 білий король | b8 білий слон · d7 білий слон · f7 чорний пішак · a6 чорний ферзь · d5 чорний пішак · f5 білий пішак · d4 чорний пішак · f4 білий пішак · g4 чорний король · a3 чорний пішак · h3 біла тура · c2 білий ферзь · e2 білий пішак · h2 білий король | 4 |
| 3 | b8 білий слон · d7 білий слон · f7 чорний пішак · a6 чорний ферзь · d5 чорний пішак · f5 білий пішак · d4 чорний пішак · f4 білий пішак · g4 чорний король · a3 чорний пішак · h3 біла тура · c2 білий ферзь · e2 білий пішак · h2 білий король | b8 білий слон · d7 білий слон · f7 чорний пішак · a6 чорний ферзь · d5 чорний пішак · f5 білий пішак · d4 чорний пішак · f4 білий пішак · g4 чорний король · a3 чорний пішак · h3 біла тура · c2 білий ферзь · e2 білий пішак · h2 білий король | b8 білий слон · d7 білий слон · f7 чорний пішак · a6 чорний ферзь · d5 чорний пішак · f5 білий пішак · d4 чорний пішак · f4 білий пішак · g4 чорний король · a3 чорний пішак · h3 біла тура · c2 білий ферзь · e2 білий пішак · h2 білий король | b8 білий слон · d7 білий слон · f7 чорний пішак · a6 чорний ферзь · d5 чорний пішак · f5 білий пішак · d4 чорний пішак · f4 білий пішак · g4 чорний король · a3 чорний пішак · h3 біла тура · c2 білий ферзь · e2 білий пішак · h2 білий король | b8 білий слон · d7 білий слон · f7 чорний пішак · a6 чорний ферзь · d5 чорний пішак · f5 білий пішак · d4 чорний пішак · f4 білий пішак · g4 чорний король · a3 чорний пішак · h3 біла тура · c2 білий ферзь · e2 білий пішак · h2 білий король | b8 білий слон · d7 білий слон · f7 чорний пішак · a6 чорний ферзь · d5 чорний пішак · f5 білий пішак · d4 чорний пішак · f4 білий пішак · g4 чорний король · a3 чорний пішак · h3 біла тура · c2 білий ферзь · e2 білий пішак · h2 білий король | b8 білий слон · d7 білий слон · f7 чорний пішак · a6 чорний ферзь · d5 чорний пішак · f5 білий пішак · d4 чорний пішак · f4 білий пішак · g4 чорний король · a3 чорний пішак · h3 біла тура · c2 білий ферзь · e2 білий пішак · h2 білий король | b8 білий слон · d7 білий слон · f7 чорний пішак · a6 чорний ферзь · d5 чорний пішак · f5 білий пішак · d4 чорний пішак · f4 білий пішак · g4 чорний король · a3 чорний пішак · h3 біла тура · c2 білий ферзь · e2 білий пішак · h2 білий король | 3 |
| 2 | b8 білий слон · d7 білий слон · f7 чорний пішак · a6 чорний ферзь · d5 чорний пішак · f5 білий пішак · d4 чорний пішак · f4 білий пішак · g4 чорний король · a3 чорний пішак · h3 біла тура · c2 білий ферзь · e2 білий пішак · h2 білий король | b8 білий слон · d7 білий слон · f7 чорний пішак · a6 чорний ферзь · d5 чорний пішак · f5 білий пішак · d4 чорний пішак · f4 білий пішак · g4 чорний король · a3 чорний пішак · h3 біла тура · c2 білий ферзь · e2 білий пішак · h2 білий король | b8 білий слон · d7 білий слон · f7 чорний пішак · a6 чорний ферзь · d5 чорний пішак · f5 білий пішак · d4 чорний пішак · f4 білий пішак · g4 чорний король · a3 чорний пішак · h3 біла тура · c2 білий ферзь · e2 білий пішак · h2 білий король | b8 білий слон · d7 білий слон · f7 чорний пішак · a6 чорний ферзь · d5 чорний пішак · f5 білий пішак · d4 чорний пішак · f4 білий пішак · g4 чорний король · a3 чорний пішак · h3 біла тура · c2 білий ферзь · e2 білий пішак · h2 білий король | b8 білий слон · d7 білий слон · f7 чорний пішак · a6 чорний ферзь · d5 чорний пішак · f5 білий пішак · d4 чорний пішак · f4 білий пішак · g4 чорний король · a3 чорний пішак · h3 біла тура · c2 білий ферзь · e2 білий пішак · h2 білий король | b8 білий слон · d7 білий слон · f7 чорний пішак · a6 чорний ферзь · d5 чорний пішак · f5 білий пішак · d4 чорний пішак · f4 білий пішак · g4 чорний король · a3 чорний пішак · h3 біла тура · c2 білий ферзь · e2 білий пішак · h2 білий король | b8 білий слон · d7 білий слон · f7 чорний пішак · a6 чорний ферзь · d5 чорний пішак · f5 білий пішак · d4 чорний пішак · f4 білий пішак · g4 чорний король · a3 чорний пішак · h3 біла тура · c2 білий ферзь · e2 білий пішак · h2 білий король | b8 білий слон · d7 білий слон · f7 чорний пішак · a6 чорний ферзь · d5 чорний пішак · f5 білий пішак · d4 чорний пішак · f4 білий пішак · g4 чорний король · a3 чорний пішак · h3 біла тура · c2 білий ферзь · e2 білий пішак · h2 білий король | 2 |
| 1 | b8 білий слон · d7 білий слон · f7 чорний пішак · a6 чорний ферзь · d5 чорний пішак · f5 білий пішак · d4 чорний пішак · f4 білий пішак · g4 чорний король · a3 чорний пішак · h3 біла тура · c2 білий ферзь · e2 білий пішак · h2 білий король | b8 білий слон · d7 білий слон · f7 чорний пішак · a6 чорний ферзь · d5 чорний пішак · f5 білий пішак · d4 чорний пішак · f4 білий пішак · g4 чорний король · a3 чорний пішак · h3 біла тура · c2 білий ферзь · e2 білий пішак · h2 білий король | b8 білий слон · d7 білий слон · f7 чорний пішак · a6 чорний ферзь · d5 чорний пішак · f5 білий пішак · d4 чорний пішак · f4 білий пішак · g4 чорний король · a3 чорний пішак · h3 біла тура · c2 білий ферзь · e2 білий пішак · h2 білий король | b8 білий слон · d7 білий слон · f7 чорний пішак · a6 чорний ферзь · d5 чорний пішак · f5 білий пішак · d4 чорний пішак · f4 білий пішак · g4 чорний король · a3 чорний пішак · h3 біла тура · c2 білий ферзь · e2 білий пішак · h2 білий король | b8 білий слон · d7 білий слон · f7 чорний пішак · a6 чорний ферзь · d5 чорний пішак · f5 білий пішак · d4 чорний пішак · f4 білий пішак · g4 чорний король · a3 чорний пішак · h3 біла тура · c2 білий ферзь · e2 білий пішак · h2 білий король | b8 білий слон · d7 білий слон · f7 чорний пішак · a6 чорний ферзь · d5 чорний пішак · f5 білий пішак · d4 чорний пішак · f4 білий пішак · g4 чорний король · a3 чорний пішак · h3 біла тура · c2 білий ферзь · e2 білий пішак · h2 білий король | b8 білий слон · d7 білий слон · f7 чорний пішак · a6 чорний ферзь · d5 чорний пішак · f5 білий пішак · d4 чорний пішак · f4 білий пішак · g4 чорний король · a3 чорний пішак · h3 біла тура · c2 білий ферзь · e2 білий пішак · h2 білий король | b8 білий слон · d7 білий слон · f7 чорний пішак · a6 чорний ферзь · d5 чорний пішак · f5 білий пішак · d4 чорний пішак · f4 білий пішак · g4 чорний король · a3 чорний пішак · h3 біла тура · c2 білий ферзь · e2 білий пішак · h2 білий король | 1 |
|   | a | b | c | d | e | f | g | h |   |

FEN: 1B6/3B1p2/q7/3p1P2/3p1Pk1/p6R/2Q1P2K/8
1. e3? (A) De6! (a)
1. e4? (B) Qd6! (b)
1. Qd1! ~ 2. Qg1#
1. ... Qe6 (a) 2. e4# (B)
1. ... Qd6 (b) 2. e3# (B)

Тематична хибна гра білого пішака «е2» спростовується ходами чорного ферзя, який почергово перекриває слонів білих. В дійсному рішенні на ці ж ходи чорного ферзя виникають мати білим пішаком, які були вступними ходами в хибній грі, причому проходить чергування згідно алгоритму, вказаному вище.

## Циклічна форма
При вираженні теми в циклічній формі повинно бути, як мінімум три хибних вступних ходи з різним спростуванням чорними. В рішенні на ці спростування проходять мати, що були вступними ходами в хибній грі, причому по циклу.

Алгоритм вираження теми в циклічній формі:
1. A? a!
1. B? b!
1. C? c!
1. !(?) ~
1. ... a 2. B #
1. ... b 2. C #
1. ... c 2. A #
|   | a | b | c | d | e | f | g | h |   |
| 8 | c8 білий слон · d5 білий кінь · b4 білий слон · d4 білий пішак · a3 білий пішак · b3 чорний король · e2 білий король · a1 білий ферзь | c8 білий слон · d5 білий кінь · b4 білий слон · d4 білий пішак · a3 білий пішак · b3 чорний король · e2 білий король · a1 білий ферзь | c8 білий слон · d5 білий кінь · b4 білий слон · d4 білий пішак · a3 білий пішак · b3 чорний король · e2 білий король · a1 білий ферзь | c8 білий слон · d5 білий кінь · b4 білий слон · d4 білий пішак · a3 білий пішак · b3 чорний король · e2 білий король · a1 білий ферзь | c8 білий слон · d5 білий кінь · b4 білий слон · d4 білий пішак · a3 білий пішак · b3 чорний король · e2 білий король · a1 білий ферзь | c8 білий слон · d5 білий кінь · b4 білий слон · d4 білий пішак · a3 білий пішак · b3 чорний король · e2 білий король · a1 білий ферзь | c8 білий слон · d5 білий кінь · b4 білий слон · d4 білий пішак · a3 білий пішак · b3 чорний король · e2 білий король · a1 білий ферзь | c8 білий слон · d5 білий кінь · b4 білий слон · d4 білий пішак · a3 білий пішак · b3 чорний король · e2 білий король · a1 білий ферзь | 8 |
| 7 | c8 білий слон · d5 білий кінь · b4 білий слон · d4 білий пішак · a3 білий пішак · b3 чорний король · e2 білий король · a1 білий ферзь | c8 білий слон · d5 білий кінь · b4 білий слон · d4 білий пішак · a3 білий пішак · b3 чорний король · e2 білий король · a1 білий ферзь | c8 білий слон · d5 білий кінь · b4 білий слон · d4 білий пішак · a3 білий пішак · b3 чорний король · e2 білий король · a1 білий ферзь | c8 білий слон · d5 білий кінь · b4 білий слон · d4 білий пішак · a3 білий пішак · b3 чорний король · e2 білий король · a1 білий ферзь | c8 білий слон · d5 білий кінь · b4 білий слон · d4 білий пішак · a3 білий пішак · b3 чорний король · e2 білий король · a1 білий ферзь | c8 білий слон · d5 білий кінь · b4 білий слон · d4 білий пішак · a3 білий пішак · b3 чорний король · e2 білий король · a1 білий ферзь | c8 білий слон · d5 білий кінь · b4 білий слон · d4 білий пішак · a3 білий пішак · b3 чорний король · e2 білий король · a1 білий ферзь | c8 білий слон · d5 білий кінь · b4 білий слон · d4 білий пішак · a3 білий пішак · b3 чорний король · e2 білий король · a1 білий ферзь | 7 |
| 6 | c8 білий слон · d5 білий кінь · b4 білий слон · d4 білий пішак · a3 білий пішак · b3 чорний король · e2 білий король · a1 білий ферзь | c8 білий слон · d5 білий кінь · b4 білий слон · d4 білий пішак · a3 білий пішак · b3 чорний король · e2 білий король · a1 білий ферзь | c8 білий слон · d5 білий кінь · b4 білий слон · d4 білий пішак · a3 білий пішак · b3 чорний король · e2 білий король · a1 білий ферзь | c8 білий слон · d5 білий кінь · b4 білий слон · d4 білий пішак · a3 білий пішак · b3 чорний король · e2 білий король · a1 білий ферзь | c8 білий слон · d5 білий кінь · b4 білий слон · d4 білий пішак · a3 білий пішак · b3 чорний король · e2 білий король · a1 білий ферзь | c8 білий слон · d5 білий кінь · b4 білий слон · d4 білий пішак · a3 білий пішак · b3 чорний король · e2 білий король · a1 білий ферзь | c8 білий слон · d5 білий кінь · b4 білий слон · d4 білий пішак · a3 білий пішак · b3 чорний король · e2 білий король · a1 білий ферзь | c8 білий слон · d5 білий кінь · b4 білий слон · d4 білий пішак · a3 білий пішак · b3 чорний король · e2 білий король · a1 білий ферзь | 6 |
| 5 | c8 білий слон · d5 білий кінь · b4 білий слон · d4 білий пішак · a3 білий пішак · b3 чорний король · e2 білий король · a1 білий ферзь | c8 білий слон · d5 білий кінь · b4 білий слон · d4 білий пішак · a3 білий пішак · b3 чорний король · e2 білий король · a1 білий ферзь | c8 білий слон · d5 білий кінь · b4 білий слон · d4 білий пішак · a3 білий пішак · b3 чорний король · e2 білий король · a1 білий ферзь | c8 білий слон · d5 білий кінь · b4 білий слон · d4 білий пішак · a3 білий пішак · b3 чорний король · e2 білий король · a1 білий ферзь | c8 білий слон · d5 білий кінь · b4 білий слон · d4 білий пішак · a3 білий пішак · b3 чорний король · e2 білий король · a1 білий ферзь | c8 білий слон · d5 білий кінь · b4 білий слон · d4 білий пішак · a3 білий пішак · b3 чорний король · e2 білий король · a1 білий ферзь | c8 білий слон · d5 білий кінь · b4 білий слон · d4 білий пішак · a3 білий пішак · b3 чорний король · e2 білий король · a1 білий ферзь | c8 білий слон · d5 білий кінь · b4 білий слон · d4 білий пішак · a3 білий пішак · b3 чорний король · e2 білий король · a1 білий ферзь | 5 |
| 4 | c8 білий слон · d5 білий кінь · b4 білий слон · d4 білий пішак · a3 білий пішак · b3 чорний король · e2 білий король · a1 білий ферзь | c8 білий слон · d5 білий кінь · b4 білий слон · d4 білий пішак · a3 білий пішак · b3 чорний король · e2 білий король · a1 білий ферзь | c8 білий слон · d5 білий кінь · b4 білий слон · d4 білий пішак · a3 білий пішак · b3 чорний король · e2 білий король · a1 білий ферзь | c8 білий слон · d5 білий кінь · b4 білий слон · d4 білий пішак · a3 білий пішак · b3 чорний король · e2 білий король · a1 білий ферзь | c8 білий слон · d5 білий кінь · b4 білий слон · d4 білий пішак · a3 білий пішак · b3 чорний король · e2 білий король · a1 білий ферзь | c8 білий слон · d5 білий кінь · b4 білий слон · d4 білий пішак · a3 білий пішак · b3 чорний король · e2 білий король · a1 білий ферзь | c8 білий слон · d5 білий кінь · b4 білий слон · d4 білий пішак · a3 білий пішак · b3 чорний король · e2 білий король · a1 білий ферзь | c8 білий слон · d5 білий кінь · b4 білий слон · d4 білий пішак · a3 білий пішак · b3 чорний король · e2 білий король · a1 білий ферзь | 4 |
| 3 | c8 білий слон · d5 білий кінь · b4 білий слон · d4 білий пішак · a3 білий пішак · b3 чорний король · e2 білий король · a1 білий ферзь | c8 білий слон · d5 білий кінь · b4 білий слон · d4 білий пішак · a3 білий пішак · b3 чорний король · e2 білий король · a1 білий ферзь | c8 білий слон · d5 білий кінь · b4 білий слон · d4 білий пішак · a3 білий пішак · b3 чорний король · e2 білий король · a1 білий ферзь | c8 білий слон · d5 білий кінь · b4 білий слон · d4 білий пішак · a3 білий пішак · b3 чорний король · e2 білий король · a1 білий ферзь | c8 білий слон · d5 білий кінь · b4 білий слон · d4 білий пішак · a3 білий пішак · b3 чорний король · e2 білий король · a1 білий ферзь | c8 білий слон · d5 білий кінь · b4 білий слон · d4 білий пішак · a3 білий пішак · b3 чорний король · e2 білий король · a1 білий ферзь | c8 білий слон · d5 білий кінь · b4 білий слон · d4 білий пішак · a3 білий пішак · b3 чорний король · e2 білий король · a1 білий ферзь | c8 білий слон · d5 білий кінь · b4 білий слон · d4 білий пішак · a3 білий пішак · b3 чорний король · e2 білий король · a1 білий ферзь | 3 |
| 2 | c8 білий слон · d5 білий кінь · b4 білий слон · d4 білий пішак · a3 білий пішак · b3 чорний король · e2 білий король · a1 білий ферзь | c8 білий слон · d5 білий кінь · b4 білий слон · d4 білий пішак · a3 білий пішак · b3 чорний король · e2 білий король · a1 білий ферзь | c8 білий слон · d5 білий кінь · b4 білий слон · d4 білий пішак · a3 білий пішак · b3 чорний король · e2 білий король · a1 білий ферзь | c8 білий слон · d5 білий кінь · b4 білий слон · d4 білий пішак · a3 білий пішак · b3 чорний король · e2 білий король · a1 білий ферзь | c8 білий слон · d5 білий кінь · b4 білий слон · d4 білий пішак · a3 білий пішак · b3 чорний король · e2 білий король · a1 білий ферзь | c8 білий слон · d5 білий кінь · b4 білий слон · d4 білий пішак · a3 білий пішак · b3 чорний король · e2 білий король · a1 білий ферзь | c8 білий слон · d5 білий кінь · b4 білий слон · d4 білий пішак · a3 білий пішак · b3 чорний король · e2 білий король · a1 білий ферзь | c8 білий слон · d5 білий кінь · b4 білий слон · d4 білий пішак · a3 білий пішак · b3 чорний король · e2 білий король · a1 білий ферзь | 2 |
| 1 | c8 білий слон · d5 білий кінь · b4 білий слон · d4 білий пішак · a3 білий пішак · b3 чорний король · e2 білий король · a1 білий ферзь | c8 білий слон · d5 білий кінь · b4 білий слон · d4 білий пішак · a3 білий пішак · b3 чорний король · e2 білий король · a1 білий ферзь | c8 білий слон · d5 білий кінь · b4 білий слон · d4 білий пішак · a3 білий пішак · b3 чорний король · e2 білий король · a1 білий ферзь | c8 білий слон · d5 білий кінь · b4 білий слон · d4 білий пішак · a3 білий пішак · b3 чорний король · e2 білий король · a1 білий ферзь | c8 білий слон · d5 білий кінь · b4 білий слон · d4 білий пішак · a3 білий пішак · b3 чорний король · e2 білий король · a1 білий ферзь | c8 білий слон · d5 білий кінь · b4 білий слон · d4 білий пішак · a3 білий пішак · b3 чорний король · e2 білий король · a1 білий ферзь | c8 білий слон · d5 білий кінь · b4 білий слон · d4 білий пішак · a3 білий пішак · b3 чорний король · e2 білий король · a1 білий ферзь | c8 білий слон · d5 білий кінь · b4 білий слон · d4 білий пішак · a3 білий пішак · b3 чорний король · e2 білий король · a1 білий ферзь | 1 |
|   | a | b | c | d | e | f | g | h |   |

FEN: 2B5/8/8/3N4/1B1P4/Pk6/4K3/Q7
1. Sc7? (A) Kc2! (a)
1. Se3? (B) Ka4  (b)
1. Sc3? (C) Kc4! (c)
1. Be6! ~ Zz
1. ... Kc2 (a) 2. Se3# (B)
1. ... Ka4 (b) 2. Sc3# (C)
1. ... Kc4 (c) 2. Sc7# (A)

Білі роблять три хибні спроби конем, на кожну з яких у чорного короля є спростування. Після вступного ходу білого слона в дійсній грі створюється батарея і для чорних виникає стан цугцвангу. Тепер на кожен хід чорного короля виникають батарейні мати конем, які були вступними ходами хибної гри, причому проходить циклічне чергування згідно алгоритму, вказаного у цьому розділі вище.